# Oplurus cuvieri
L'iguana codaspinosa del Madagascar (Oplurus cuvieri Gray, 1831) è un sauro della famiglia Opluridae, endemico del Madagascar e delle isole Comore.
L'epiteto specifico è un omaggio al naturalista francese George Cuvier (1769-1832).

## Descrizione

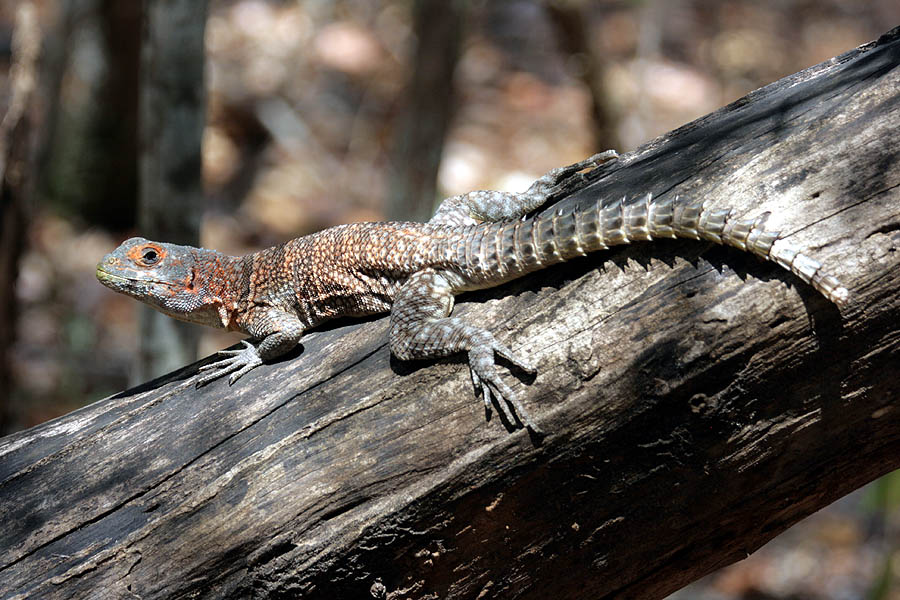
Esemplare di O. cuvieri nel Parco nazionale di Kirindy-Mitea

È un sauro di medie dimensioni, che solitamente non supera i 40 cm di lunghezza.

Ha una coda robusta, provvista di squame spinose, che utilizza come arma nei conflitti con i rivali.

Presenta un discreto dimorfismo sessuale: i maschi si differenziano dalle femmine per le maggiori dimensioni e per la presenza di una macchia giallastra in corrispondenza delle squame peri-anali, che può estendersi al ventre.

## Biologia
Sono animali solitari, attivi durante le ore diurne. Sono prevalentemente arboricoli ma scendono occasionalmente sul terreno.

### Alimentazione
Hanno una dieta onnivora che comprende prevalentemente insetti e occasionalmente anche piccoli vertebrati; nella stagione delle piogge, periodo in cui le prede scarseggiano, diventano prevalentemente erbivori nutrendosi di foglie, germogli e semi.

Trascorrono la maggior parte del tempo aggrappati ai rami degli alberi e tendono agguati fulminei alle prede che capitano loro a tiro.

### Riproduzione
È una specie ovipara; durante la stagione delle piogge la femmina scava una buca nel terreno nella quale depone depone da 2 a 5 uova che poi ricopre di terra.

## Distribuzione e habitat
L'areale di questa specie comprende il Madagascar nord-occidentale e l'isola Grande Comore.
Il suo habitat tipico è la foresta decidua secca ma lo si può trovare anche nelle foreste transizionali e nelle aree coltivate.

## Tassonomia
Sono note due sottospecie:
- Oplurus cuvieri cuvieri (Gray, 1831) - diffusa in Madagascar
- Oplurus cuvieri comorensis (Angel, 1942) - esclusiva delle isole Comore